# Eckrohrkessel
Ein Eckrohrkessel ist eine besondere Art eines Naturumlaufkessels, der sich von anderen Wasserrohrkesseln durch seinen charakteristischen Wasser-Dampf-Kreislauf unterscheidet. Eine Trennung des Wasser-Dampf-Gemisches findet bereits außerhalb der Trommel statt.

## Prinzip
Eckrohrkessel wurden für kleine Dampfleistungen entwickelt. Dem Kessel lagen zwei wichtige Auslegungskriterien zu Grunde. Zum einen sollte eine stabile Wasserzirkulation gewährleisten, dass alle beheizten Steigrohre selbst bei geringen Teillasten ausreichend gekühlt sind. Zum anderen wurde Wert auf eine selbsttragende Kesselkonstruktion gelegt. Diese äußert sich in der selbsttragenden Schalenbauweise, das heißt die unbeheizten Trommelfallrohre und Rücklaufrohre (die nicht an der Trommel angeschlossenen Fallrohre), die in den Ecken des Kessels stehen, bilden das Stützgerüst, daher der Name Eckrohrkessel.
Darüber hinaus ist das Leitungssystem auch verantwortlich dafür, die Wasserverteilung im Steigrohr und Fallrohr zu verwalten, das Dampf-Wasser-Gemisch zu sammeln und um eine bestimmte Menge an zu Trennung von Dampf-Wasser-Gemisch zu machen.
Die Wasserzirkulation findet also durch die Trommel und durch die Rücklaufrohre im Rohrleitungssystem gleichzeitig statt.

## Geschichte
Während des Zweiten Weltkrieges und besonders zum Ende hin, gab es in Deutschland einen Mangel an Brennstoffen wie Benzin und Diesel. Die Nachfrage für Brennstoffe stieg jedoch weiter an. Heinrich Vorkauf entwickelte eine Lösung für dieses Problem, indem er das Konzept eines neuen Kesseltypus, welcher mit Ersatzbrennstoffen wie Holz die Nachfrage befriedigen konnte, entwarf. Im Jahr 1944 wurde der erste von Heinrich Vorkauf entwickelte Eckrohrkessel auf einem LKW installiert.

## Wirkung

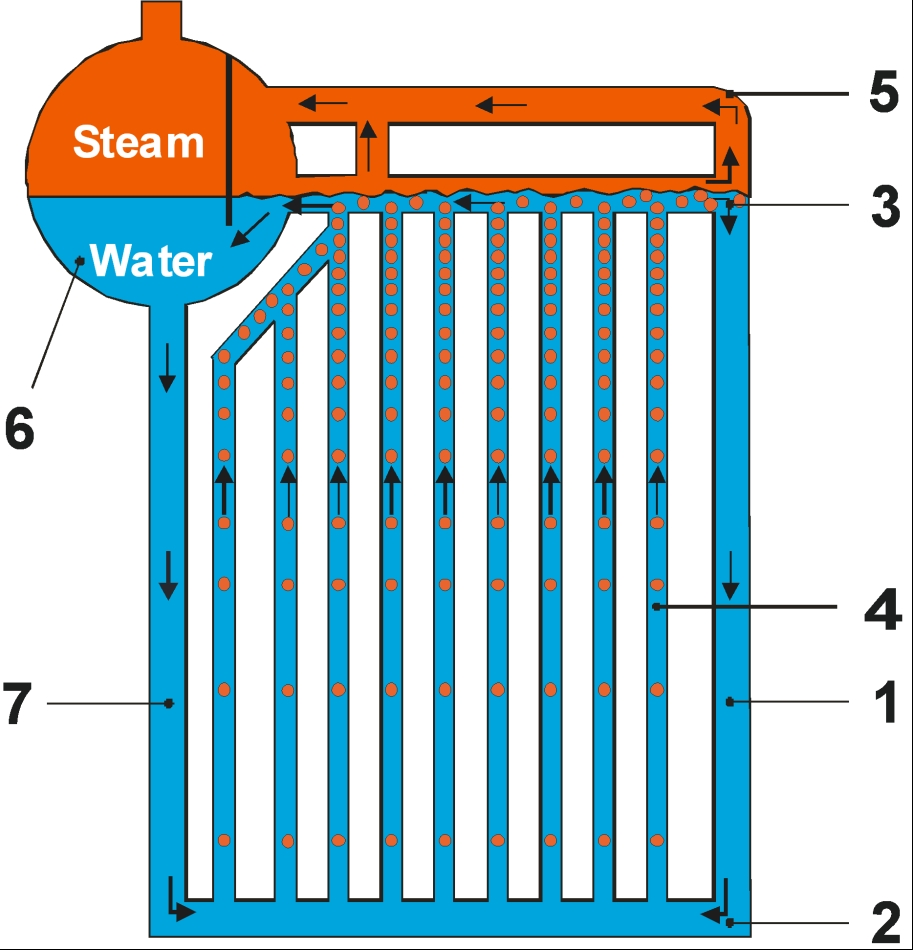
Wasserzirkulation im Eckrohrkessel

Das Wasser fließt von der Trommel durch die Fallrohre in der Verteiler, wo es sich in den verschiedenen Steigrohren verteilt. Das Dampf-Wasser-Gemisch zirkuliert (in dem durch Strahlung erwärmten Bereich) durch den Vorabscheider (auch als Cross-Sammler bezeichnet), wo der abgetrennte Dampf durch Überströmrohre zur Trommel strömt und das Dampf-Wasser-Gemisch durch den Sammler zur Trommel strömt. Der Rest Wassermenge fließt durch die Rücklaufleitung in den Rückwandverteiler, der direkt mit dem longitudinalen Verteiler verbunden ist, und damit zurück zum Steigrohr, wo er anschließend erhitzt wird.
Das Wasser strömt von den unbeheizten Trommelfallrohren zum Seitenverteiler sowie zum Rückwandverteiler und versorgt die beheizten Steigrohre mit Wasser. Im Sammler findet durch das angeschlossene Überströmrohr bereits eine Trennung des Wasser-Dampf-Gemisches statt. Ein Teil des Wassers fließt vom Sammler durch die sogenannten Rücklaufrohre zurück nach unten, während der Rest des Wasser-Dampfgemisches durch den Sammler zur Trommel strömt.

## Vorteile
- Der Kessel dehnt sich vom Festpunkt in alle Richtungen aus und passt sich so an die unterschiedlichen Betriebsbedingungen an, ohne zusätzlichen Spannungen bzw. Dichtigkeit zu Rasten, d. h. der Kessel kann sich ohne Probleme in senkrechte Richtung ausdehnen.
- Die kürzeren Wasserwege zur Versorgung der Steigrohre ermöglichen schnelle Anpassungen der Fahrweise des Kessels bei Teillasten.
- Durch das System der Rücklaufrohre werden die Heizflächen nicht nur von der Trommel mit Wasser versorgt. Die Heizflächen können damit relativ weit entfernt von der Trommel liegen. Große Kessel, wie in Müllverbrennungsanlagen üblich, sind damit ohne großen Aufwand realisierbar.
- Die zulässigen Temperaturgradienten können dadurch wesentlich höher liegen, was ein schnelles Anfahren des Kessels ermöglicht. Die Wanddicke der Trommel im gesamten Umfang kann konstant sein, wodurch die Verformung der Trommel gering bleibt.
- Es werden verhältnismäßig wenig Rohre an die Trommel angeschlossen, weshalb es keine Materialschwächungen gibt und die Trommel im gesamten Umfang mit gleicher Wanddicke ausgeführt werden kann.
- Geringes Risiko von Schäumen. Da das Wasser und das Dampf-Wasser-Gemisch, das in die Trommel geleitet wird, das gleiche konstante Niveau hält die ganze Zeit den Raum oberhalb des Wasserspiegels in der Trommel verlässt.
- Die Fall- und Rücklaufrohre haben einen so großen Durchmesser, dass Dampfblasen bei Druckabsenkungen oder hohen Laständerungsgeschwindigkeiten den Umlauf nicht gefährden.
- Geringe Druckschwankungen bei Laständerungen.
- Lastschwankungen in kürzester Zeit sind möglich, ohne dass der Dampfdruck sich wesentlich verändert. Auch bei Lastschwankungen bleibt der Wasserstand in der Trommel ruhiger als bei anderen Kesselbauarten.

## Nachteile
- Schlechtes Speisewasser mit hohen Salzkonzentrationen von z. B. Magnesium, Calcium etc. kann zu Aussalzen führen, wodurch sich die Kesselrohre zusetzen können.
- Die Auslegung und das Designkonzept des Kessels ist aufwändig und somit teuer.

## Brennstoffe
Die gebräuchlichsten Brennstoffe, die in Europa, Amerika und dem pazifischen Raum verfeuert werden, sind: Bagasse, Biomasse, Braunkohle, Kohle, Rinde, Erdgas, Industrieabfälle, Khuff Gas MFO, Mineralöl, Organische Materialien, Wurf, Reisspelzen, Gummibaum, Schlämme, Holz, Holzschnipsel, Hausmüll, Sondermüll.